# Trans-en-Provence
Trans-en-Provence är en kommun i departementet Var i regionen Provence-Alpes-Côte d'Azur i sydöstra Frankrike. Kommunen ligger i kantonen Draguignan som tillhör arrondissementet Draguignan. År 2022 hade Trans-en-Provence 6 595 invånare.

## Befolkningsutveckling
Antalet invånare i kommunen Trans-en-Provence
| Referens: INSEE |